# Visegráder Gebirge

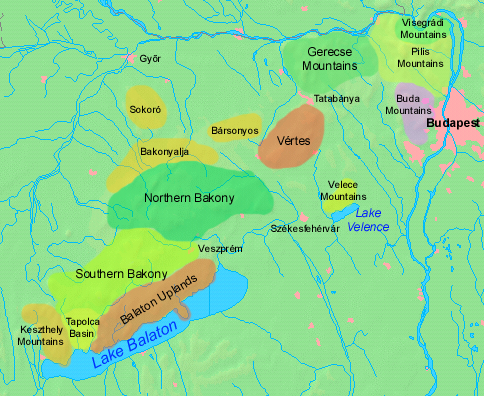
Das transdanubische Mittelgebirge mit dem Visegráder Gebirge im Nordosten

Das Visegráder Gebirge (auch Plintenburger Gebirge; ungarisch: Visegrádi-hegység) ist ein Bergzug am Donauknie. Geologisch gehört es zum Nördlichen Ungarischen Mittelgebirge, das sich mit dem Börzsöny-Gebirge auf der gegenüberliegenden der Donauseite fortsetzt.
Es ist im geologischen Sinne nicht Teil des Transdanubischen Mittelgebirges, obwohl es an dessen östlichsten Ausläufer, das Pilisgebirge, direkt angrenzt. Von diesem ist es durch die beiden Bäche Dera-patak und Szentléleki-patak abgetrennt. Das Visegráder Gebirge liegt auf einer Linie zwischen den Orten Pomáz, einem Dorf nördlich von Budapest, und Esztergom. Es schließt hier den aus Richtung Osten heranreichenden miozänen Vulkanbogen mit seinen Andesiten, Dazitlaven und pyroklastischen Ablagerungen gegen die obertriassischen Dolomite und Kalksteine des Pilisgebirges ab. Der Name des Gebirges leitet sich von der Stadt Visegrád im Komitat Pest ab, die als eine der ältesten Städte des Landes von archäologischer Bedeutung ist.

## Geologie, Geomorphologie
Die Entstehung der Gesteine im Visegráder Gebirges begann vor etwa 200 Millionen Jahren. Im Trias setzten sich größtenteils marine Ablagerungen, aber auch Sedimente aus Trockenperioden ab. Die Gestaltung der heutigen Oberflächenform erfolgte vor etwa 14–15 Millionen Jahren im mittleren Miozän durch Vulkanismus. Die vorherrschende Gesteinsart ist Andesit. Somit gleicht der geologische Aufbau des Visegráder Gebirges dem des benachbarten Börzsöny. Die Formen kleinerer Vulkankegel und Lakkolithen sowie eine mächtige Caldera sind heute noch rekonstruierbar.
Anhand der Chronologie der Eruptionen lässt sich die Gesteinsbildung in zwei Phasen einteilen. Einen Teil der älteren Gesteine machen dicht unter der Oberfläche erkaltete Ganggesteine, subvulkane Gesteinskörper (Lakkolithen) oder Lavadome aus. In diese Entstehungsperiode fallen außerdem Extrusionen sowie Vulkanschutt, der sich gebildet hat, als bei Eruptionen das aufsteigende Magma auf Grundwasser traf. Es kam vermutlich zu heftigen Explosionen, als das Magma mit Karst- und Schichtenwasser in Berührung kam, da die Gegend mit Pyroklastika, hauptsächlich als Ignimbrit bedeckt ist. Die in dieser frühen Phase gebildeten Gesteine sind vor allem Zusammensetzungen aus Andesit und Dazit. Das gehäufte Vorkommen dieser Gesteinsarten ist zum Beispiel bei den Bergen Strázsa-hegy, Lencse-hegy, Babos-hegy oder der Csódi-hegy bei Dunabogdány nachweisbar.
Die spätere Phase der vulkanischen Gesteinsbildung lässt sich in zwei Unterphasen gliedern.
Zunächst entstanden Vulkanite, die Pyroxen- und Amphibol-Andesit enthalten. Auf pyroklastische Ströme zurückgehende Sedimente haben Tuffe sowie Blocksedimente abgelagert. Auch Bimsstein ist dort manchmal zu finden. Die Überreste eines eingestürzten Andesit-Schichtvulkans mit einem Durchmesser von etwa 10 km ziehen sich bis zum circa 700 m hohen Bergrücken des Dobogó-kő hin. Sie sind mit kleineren und größeren Unterbrechungen beim Urak-asztal bis zum Nagyvillám identifizierbar.
Geländeformen aus späteren vulkanischen Aktivitäten sind der 639 m hohe Gipfel Prédikálószék und die Felsformation Vadálló-kövek in der Nähe von Dömös. Die zweite Unterphase wird durch den Schichtvulkan beim Keserű-hegy repräsentiert, dessen Überreste nach den Absenkungen beim Prédikálószék, Keserű-hegy und im Lepence-Tal (Lepence-völgy) vom Öreg-Pap-hegy und auch noch beim Mátyás-hegy zu finden sind. Der Keserű-hegy entstand vor 14–16 Millionen Jahren. Der Großteil des Gesteinsmaterials ist 14 Millionen Jahre alt. Bis zum Pleistozän war das Gebiet frei von Sedimenten. In der letzten Eiszeit lagerte sich dort Löß ab.
Auch das Donauknie gehört dem Gebiet des Visegráder Gebirges an. Die Donau, die bei Visegrád und beim Börzsöny auf einer Höhe von 200–300 m fließt, hat dort tiefe Schluchten aus dem Gestein ausgehöhlt. Einer Theorie zufolge handelt es sich um ein epigenetisches Durchbruchstal, allerdings sprechen auch Argumente gegen diese Annahme.
Die Topographie des Visegráder Gebirges unterscheidet sich in mehreren Aspekten von der Oberfläche des Pilis. Die Zahl schroffer Brüche und tiefer Schluchten ist geringer, allerdings befinden sich auch im Visegráder Gebirge einige imposante Schluchten wie zum Beispiel die Rám-Schlucht (rám-szakadék). Die Höhlensysteme sind ebenfalls kleiner sind als im Pilisgebirge. Weiterhin zu erwähnen sind Strukturen freiliegender Andesit-Felsvorprünge, aus denen Wind und Regen oft bizarre Formen ausgewittert haben. Beispiele hierfür sind unter anderem am Kő-hegy zu finden.

## Höhlen
Insgesamt sind im Visegrader Gebirge 75 natürlich entstandene Höhlen zu finden. Sie sind keine Karsthöhlen wie die meisten Höhlen im Pilis, weil die Vulkanite nicht verkarstungsfähig sind. Ihre Gesamtlänge beträgt 512 m. Die sieben künstlich geschaffenen Gänge sind zusammengerechnet 513 m lang. Die meisten Höhlen befinden sich mit einer Anzahl von 24 bei Dömös, Pomáz (18) und Szentendre (9).
Höhlen mit einer Länge von mehr als 10 m:
| Ungarische Bezeichnung  | Gestein            | Länge (m) | Ort in Umgebung   |
| ----------------------- | ------------------ | --------- | ----------------- |
| Sas-kövi-barlang*       | Andesit-Tuff       | 63        | Szentendre        |
| Vasas-szakadék** I      | Andesit-Agglomerat | 50        | Szentendre        |
| Apát-kút-völgyi-barlang | Andesit-Tuff       | 40        | Visegrád          |
| Vasas-szakadék III      | Andesit-Agglomerat | 29,5      | Szentendre        |
| Vasas-szakadék IV       | Andesit-Agglomerat | 25        | Szentendre        |
| Vasas-szakadék II       | Andesit-Agglomerat | 25        | Szentendre        |
| Ötlyukú-barlang         | Andesit-Agglomerat | 18,5      | Dömös             |
| Kőtorony-alatti-barlang | Andesit-Agglomerat | 16        | Dömös             |
| Domini-barlang          | Andesit-Tuffa      | 15,9      | Pomáz             |
| Dömörkapui-barlang      | Andesit            | 13        | Szentendre        |
| Hársas-zsomboly         | Andesit-Agglomerat | 10,5      | Visegrád          |
| Varga-lyuk***           | Andesit-Agglomerat | 10        | Pilisszentkereszt |
| Tűfok-barlang           | Andesit-Agglomerat | 10        | Esztergom         |

*„barlang“ ist das ungarische Wort für Höhle
**„szakadék“ bedeutet Spalte/Kluft/Schlund
***„lyuk“ bedeutet Loch

## Lebensraum

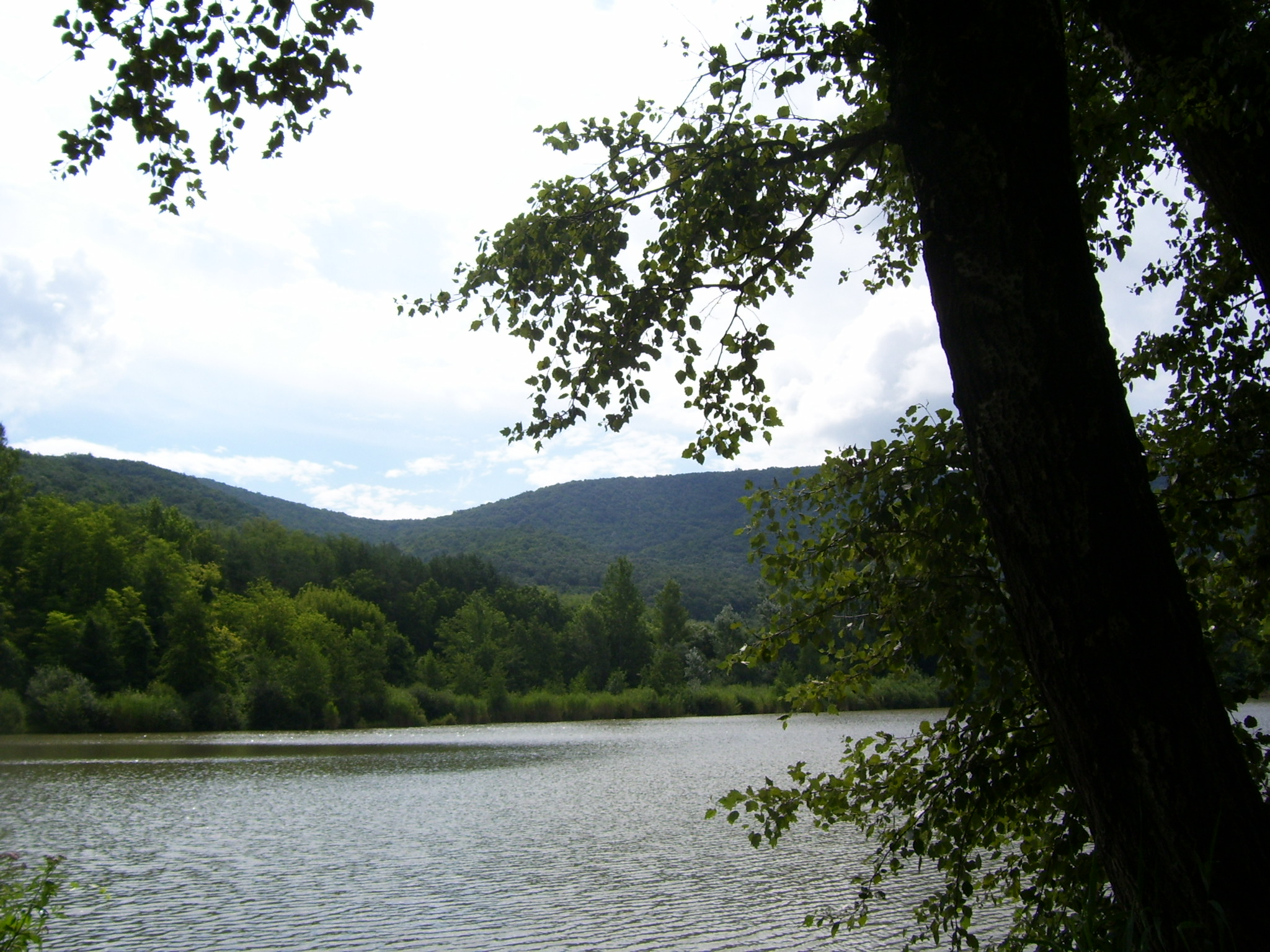
Der Kerek-tó

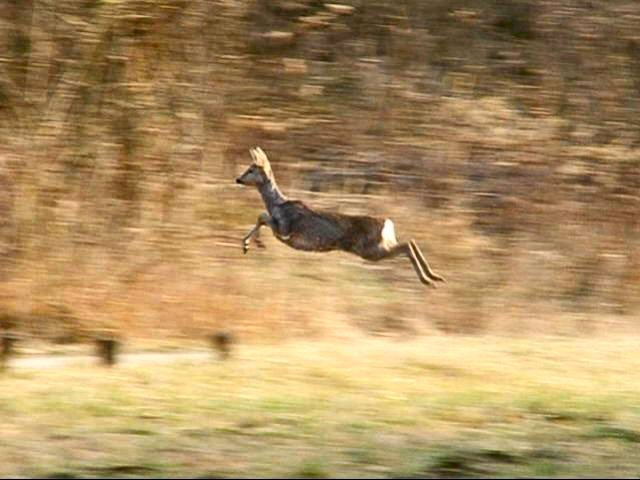
Reh im Búbánatvölgy

Das Visegrader Gebirge ist niederschlagsreicher als das Pilis und die Durchschnittstemperatur ist etwas niedriger. Daher gibt es mehr Wasserläufe, die Niederschläge in die Senken des vulkanischen Gesteins transportieren, wo sich Tümpel und kleinere Seen bilden. Diese stellen wertvolle Biotope dar,  wie zum Beispiel der „Runde See“ (Kerek-tó) im Búbánat-Tal (Búbánatvölgy).
Die zonalen Waldgesellschaften weichen kaum vom Pilis ab. Auch hier wechseln sich Eichenmischwälder, Traubeneichenwälder und Buchenwälder an den Berggipfeln ab. Allerdings sind die für das Pilisgebirge typischen Böden von geringer Tiefgründigkeit im Visegráder Gebirge nicht zu finden. In den Buschwäldern an den steileren, stärker exponierten Hängen fehlt die Steinweichsel. An den wärmeren Berghängen sind dagegen Kalk meidende Eichenarten vorherrschend.
Im Visegráder Gebirge vorkommende Pflanzen sind zum Beispiel die Sumpf-Stendelwurz und die Sumpf-Kratzdistel.
Die Fauna der beiden Mittelgebirgsregionen ist mit Ausnahme einiger Gliederfüßer übereinstimmend. Unter den wirbellosen sind die Rote Röhrenspinne (Eresus cinnaberinus), die sehr seltene Große Sägeschrecke und die endemische Große Plumpschrecke (Isophya costata) zu nennen. Es gibt auch zahlreiche Schmetterlingsarten. Außerdem sind der Steinkrebs, die Bachschmerle, der Grasfrosch, die Würfelnatter, die Ringelnatter sowie die Johannisechse (Ablepharus kitaibelii) erwähnenswert. Weiterhin kommen einige seltene Fledermausarten sowie Wildkatzen vor. Es sollen auch Luchse angesiedelt worden sein. Zur Vogelwelt gehören unter anderem die Zippammer, der Kolkrabe und die Wasseramsel. Unter den selteneren Raubvögeln sind der Sakerfalke, der Zwergadler, der Schwarzmilan, der Schlangenadler und der Wespenbussard zu finden.

## Bilder

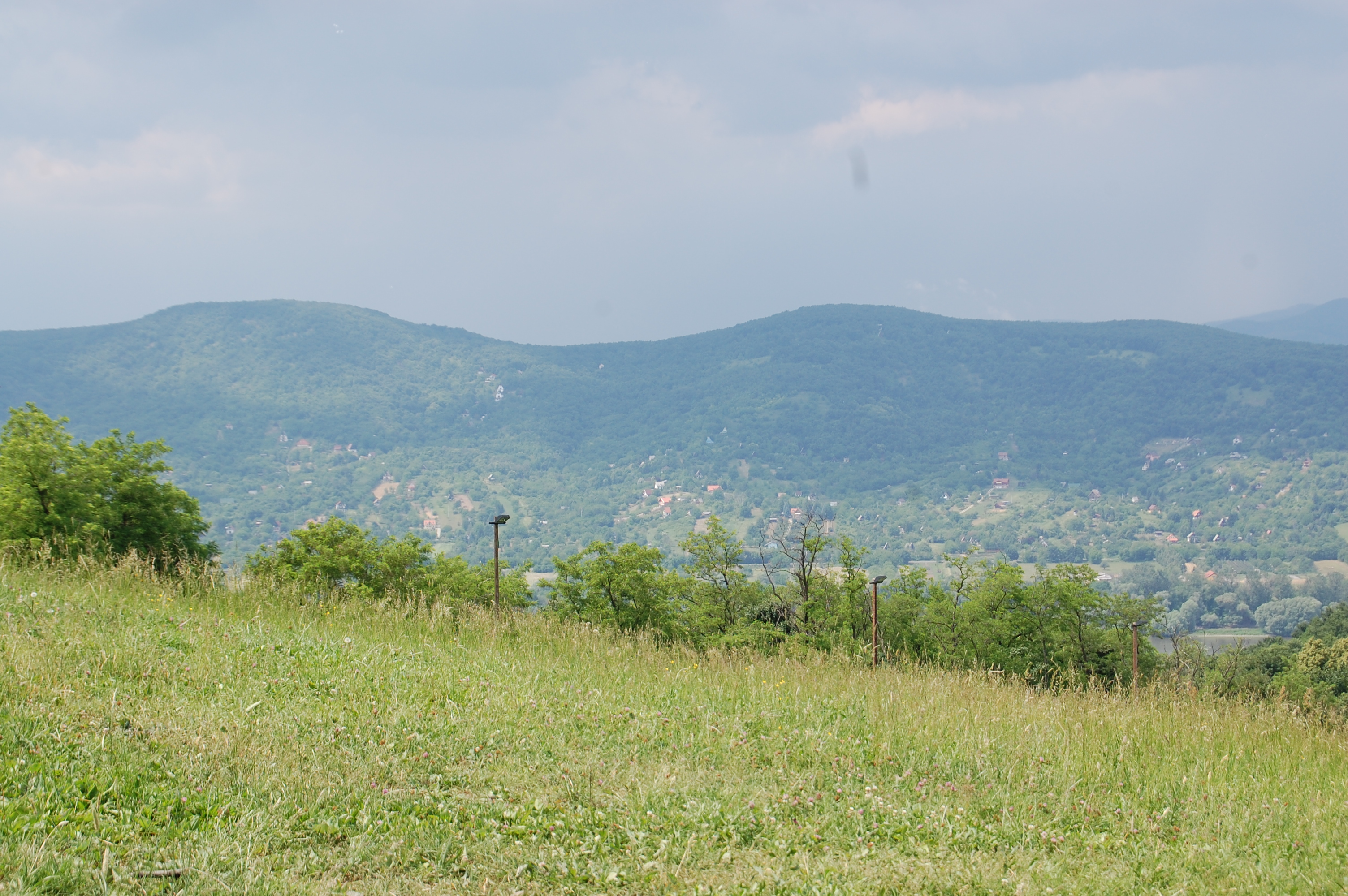
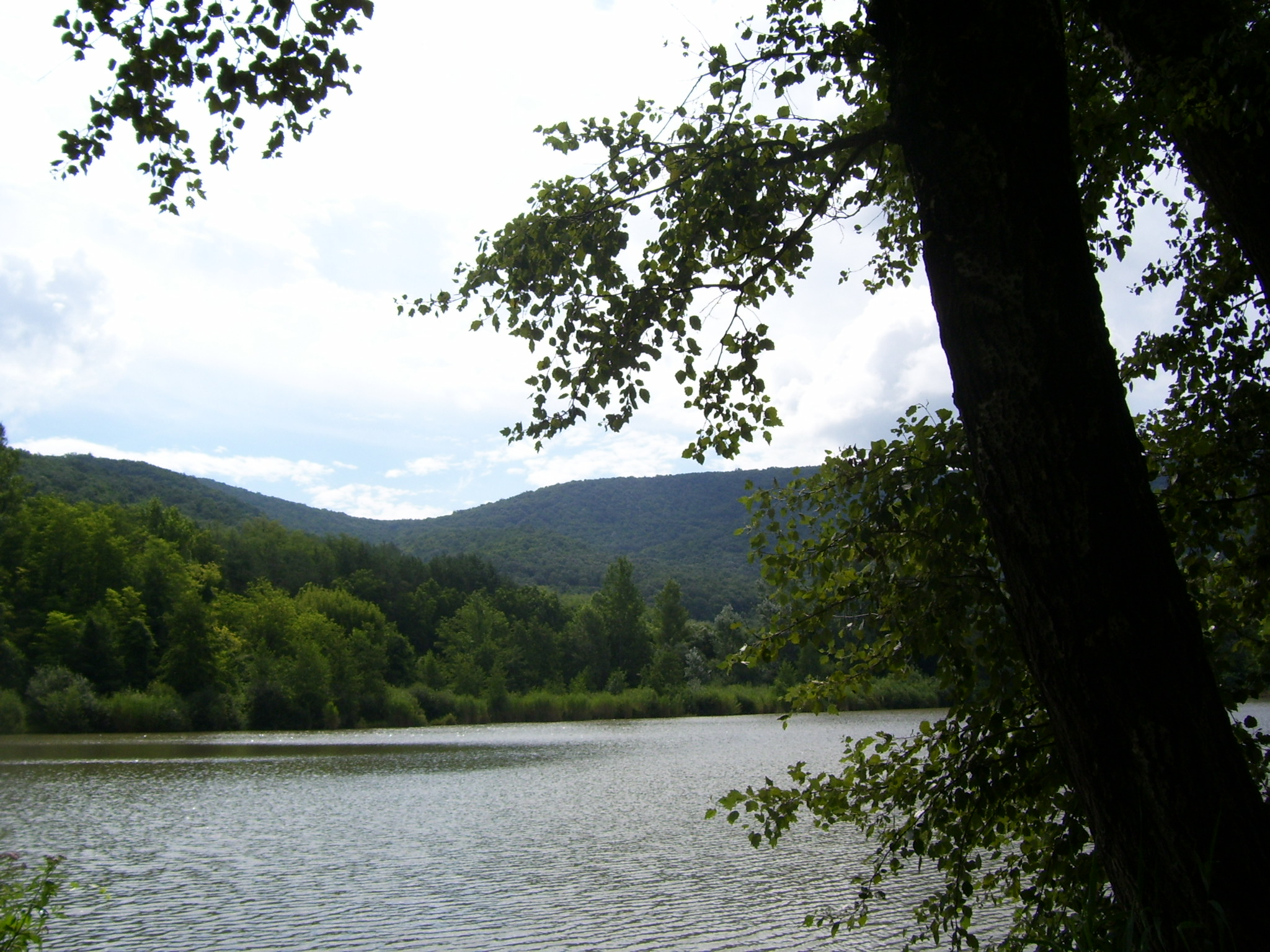
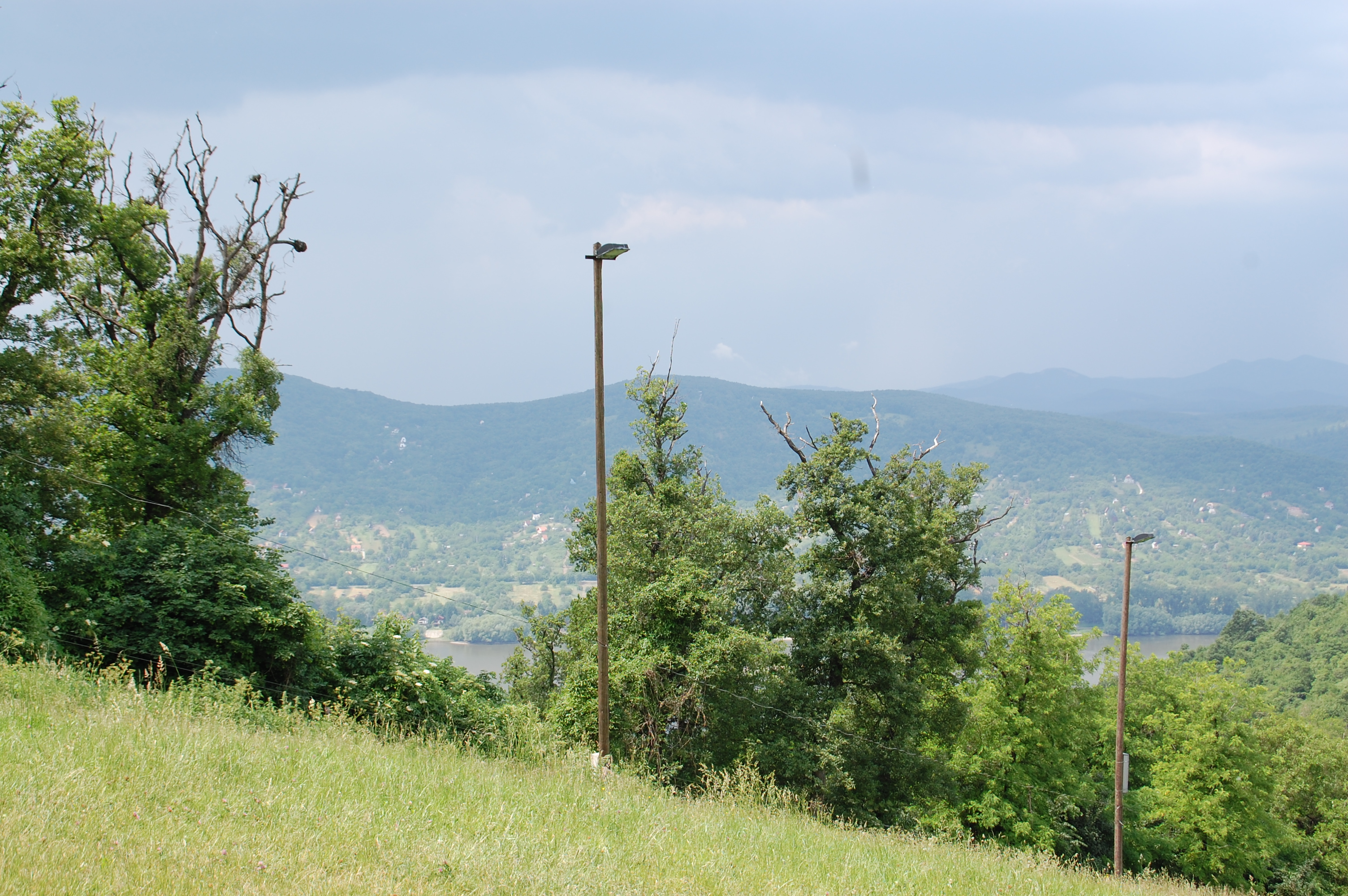
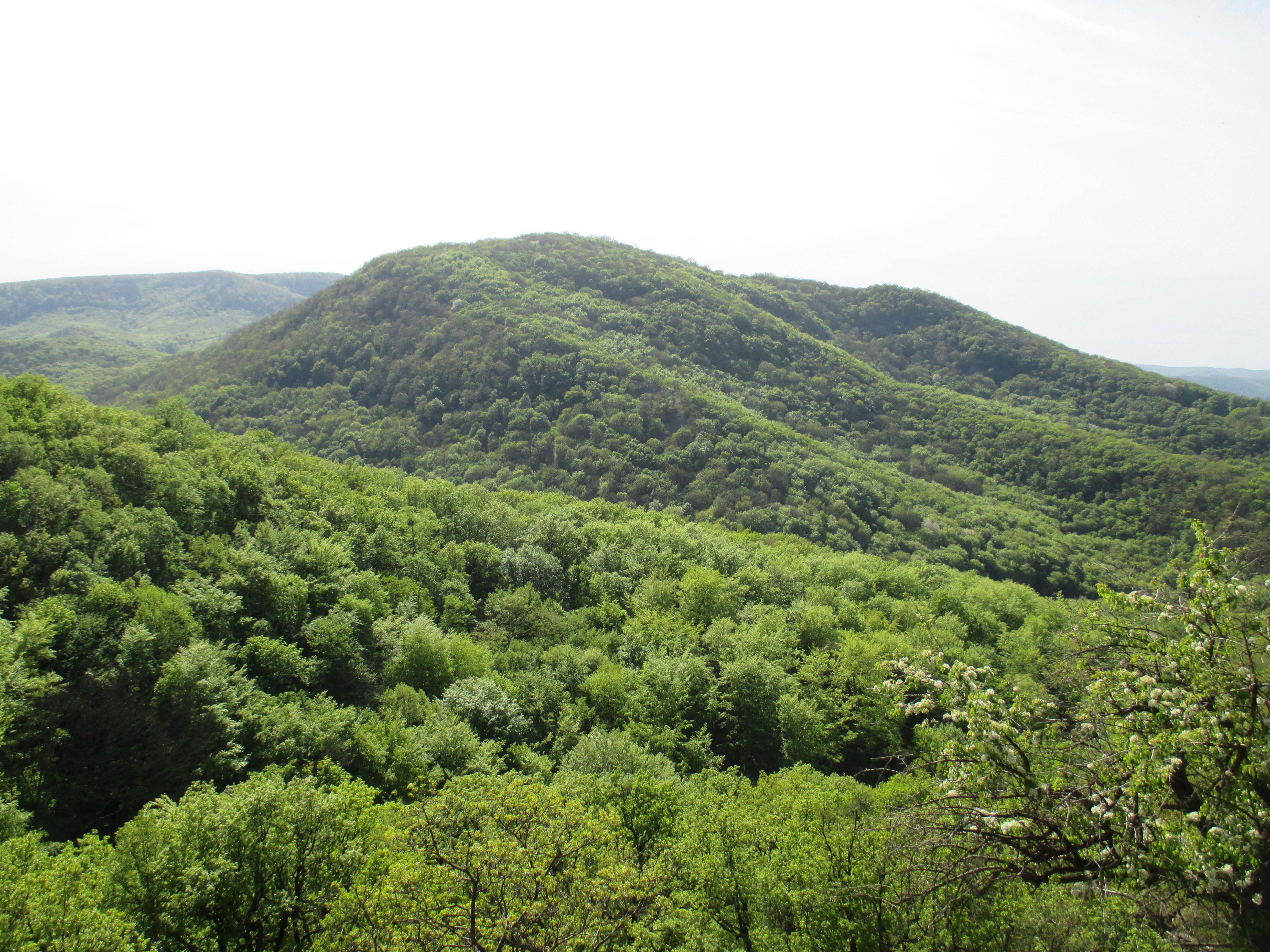
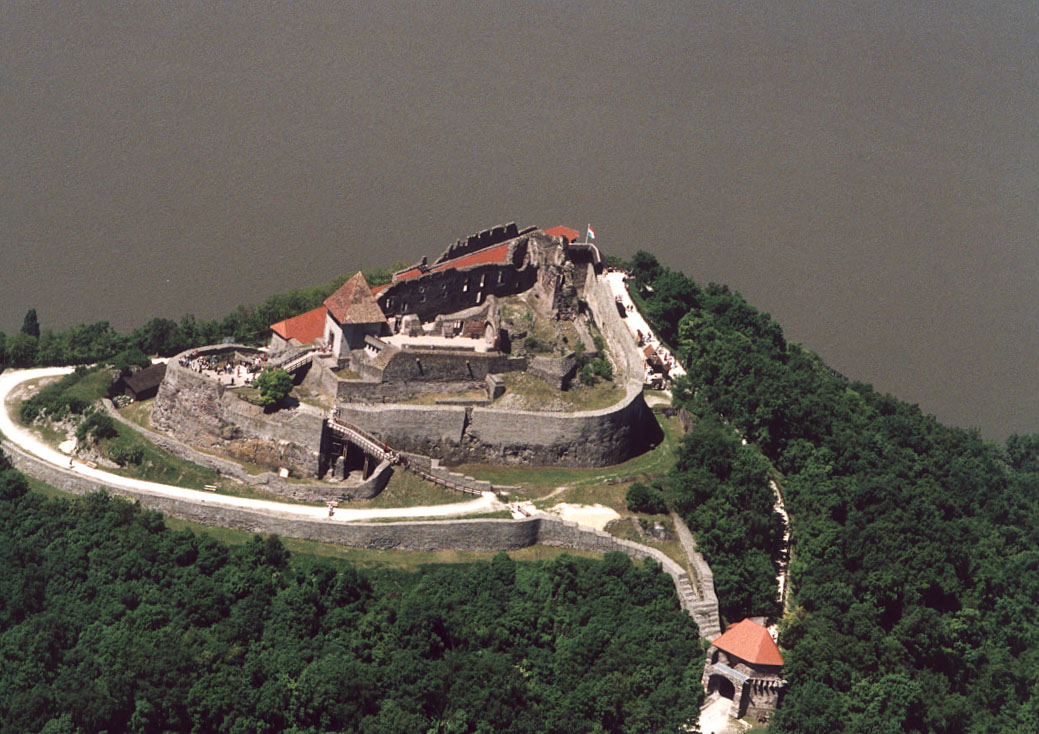